# Kirche Grischow

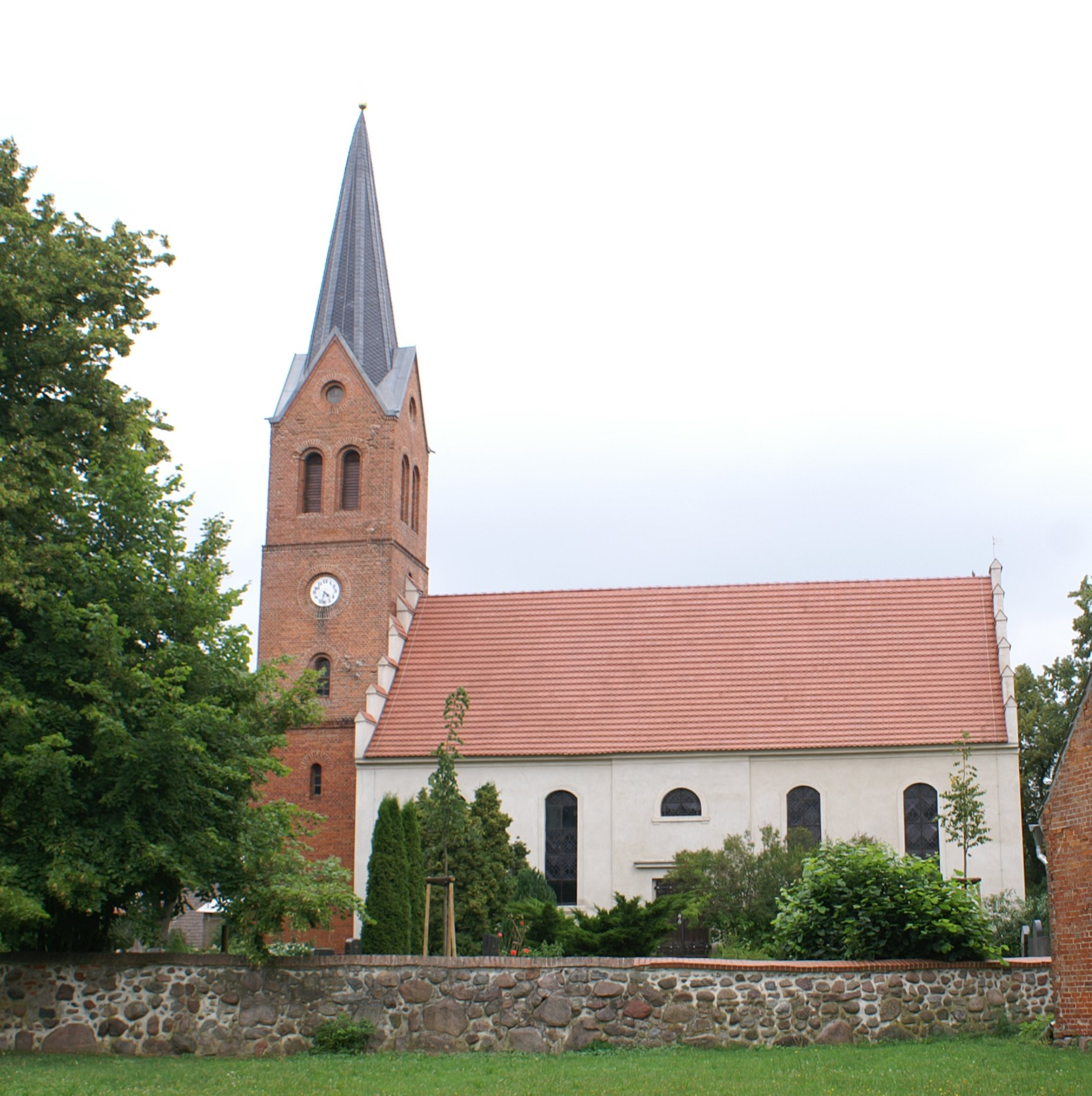
Kirche Grischow

Die Kirche Grischow ist eine neugotische Kirche aus dem 19. Jahrhundert in der vorpommerschen Gemeinde Grischow.

## Gemeinde
Nach der Fusion zur Nordkirche im Jahr 2012 gehört die Kirche zum Pfarramt Siedenbollentin in der Propstei Demmin des Pommerschen Evangelischen Kirchenkreises der Evangelisch-Lutherischen Kirche in Norddeutschland (Nordkirche).

## Geschichte
Nachdem der Ort Grischow 1402 der Stadt Treptow an der Tollense sowie deren Hospitälern geschenkt worden war, gehörte die Grischower Kirche zum Zuständigkeitsbereich des Pfarrers der dortigen St.-Peter-Kirche. Später wurde sie Filial der Kirche von Werder.
Ein älterer Vorgängerbau wurde am 25. Juni 1825 bei einem Brand zusammen mit dem größten Teil des Ortes zerstört. Die heutige Kirche wurde auf dessen Fundamenten und Mauerresten in den Jahren 1828 bis 1830 errichtet. Sie wurde für ihre Zeit modern ausgestattet und konnte unter anderem vollständig beheizt werden. Der Kirchturm wurde 1858 gebaut. Nach jahrzehntelanger Vernachlässigung baufällig wird sie seit 2000 renoviert.

## Architektur
Die Kirche ist ein rechteckiger Putzbau mit Stufengiebeln. Das Kirchenschiff ist 21,4 Meter lang und 6,3 Meter breit. Der quadratische Westturm ist 36,4 Meter hoch. An der Nordseite befindet sich ein Backsteinportal aus dem 16. Jahrhundert.

## Innenausstattung
Die Kirche besitzt eine flache Holzdecke.
Zur neugotischen Ausstattung gehört das Gemälde einer Kreuzigungsszene auf der Altarrückwand aus dem 19. Jahrhundert. Aus der Mitte des 19. Jahrhunderts stammen die beiden Fenster des Ostgiebels mit Glasmalereien. Sie stellen den Evangelisten Johannes und den Apostel Paulus dar.
Der Taufstein aus Granit wird auf das 13. Jahrhundert datiert und ist das älteste Inventarstück in der Kirche. Auf der in romanischen Formen gehaltenen Schale sind die Gesichter einer Frau und von zwei Männern abgebildet.
Die Orgel wurde 1875 von Barnim Grüneberg aus Stettin als dessen Opus 161 gebaut und hat zwei Manuale mit Pedal und 10 Register. 2011 wurde sie von Mecklenburger Orgelbau generalinstandgesetzt.
Die Glocke wurde 1827 bei Schwenn in Stettin gegossen.